# 観音寺警察署
観音寺警察署（かんおんじけいさつしょ）は、香川県警察が管轄する警察署の一つである。

## 所在地
- 香川県観音寺市昭和町二丁目1番55号

## 管轄区域
- 観音寺市

## 沿革
- 2005年（平成17年）10月11日：旧・観音寺市と三豊郡大野原町、豊浜町が新設合併し、新・観音寺市となったため、管轄市町村数が1市6町から1市4町になった。
- 2006年（平成18年）1月1日：管内の旧・三豊郡山本町、豊中町、仁尾町、財田町の4町が、高瀬警察署管内の同郡高瀬町、三野町、詫間町の3町と新設合併し、三豊市となったが、それぞれの管轄区域は旧町単位のままとなっていた。
- 2007年（平成19年）4月1日：管轄していた三豊市山本町、豊中町、仁尾町、財田町の区域を三豊警察署（同日付けで高瀬警察署から改称）の管轄区域に移管し、管轄区域は観音寺市のみとなった。
- 2020年（令和2年）3月16日：豊浜交番を観音寺市豊浜町姫浜616番地4から観音寺市豊浜町和田浜1540番地3に新築移転。箕浦駐在所を廃止。

## 組織
- 警務課
  - 警務係
- 会計課
  - 会計係
- 生活安全課
  - 生活安全係
  - 警察安全相談係
- 地域課
  - 地域係
- 刑事課
  - 刑事係
  - 鑑識係
- 交通課
  - 指導・規制係
  - 交通捜査係
- 警備課
  - 警備係

## 交番
（ ）の中は所在地
- 豊浜交番（観音寺市豊浜町和田浜1540番地3）
- 観音寺駅前交番（観音寺市観音寺町甲1234番地16）

## 駐在所
（ ）の中は所在地
- 粟井駐在所（観音寺市粟井町1302番地3）
- 五郷駐在所（観音寺市大野原町井関853番地3）
- 紀伊駐在所（観音寺市大野原町丸井300番地5）
- 一ノ谷駐在所（観音寺市古川町512番地4）
- 柞田駐在所（観音寺市柞田町丙1451番地6）
- 常磐駐在所（観音寺市植田町422番地4）
- 大野原駐在所（観音寺市大野原町大野原1267番地8）
- 伊吹駐在所（観音寺市伊吹町11番地1）

## 検問所
（ ）の中は所在地
- 箕浦検問所（観音寺市豊浜町箕浦甲2539番地2）

## 主な未解決事件
- 観音寺市死亡ひき逃げ交通事故[1]